# 杰出公民
《杰出公民》（西班牙語：El ciudadano ilustre）是一部2016年Gastón Duprat & Mariano Cohn执导的阿根廷剧情片，入选第73届威尼斯影展主竞赛片，男演员奥斯卡·马丁内兹获得最佳男演员奖。

## 剧情
阿根廷作家丹尼尔·曼托瓦尼被授予了诺贝尔文学奖。5年之后，他的故乡萨拉斯授予他杰出公民奖，一直定居欧洲的他踏上了回乡之旅。镇长为他举行了盛大的欢迎活动，选美冠军作陪，还接受了电视台采访。他与童年好友安东尼奥相逢，后者已成为了丹尼尔旧情人伊蕾内的丈夫。
之后，一些意想不到的事发生了，一个年轻人自称他的父亲是曼托瓦尼书中角色的原型，一个镇民逼着丹尼尔给他残疾的儿子捐献了一款近一万美元的轮椅，一位年轻迷妹胡丽亚主动向丹尼尔投怀送抱。丹尼尔由于参加艺术品评审活动得罪了罗梅罗，后者的作品被丹尼尔淘汰。罗梅罗称丹尼尔是个以丑化自己家乡来讨好欧洲人的叛徒，到丹尼尔的讲座上闹事。到安东尼奥家做客后，丹尼尔发现胡丽亚居然是伊蕾内的女儿。
丹尼尔与安东尼奥去了夜总会，玩得尽兴。情况急转直下，丹尼尔在艺术品颁奖会上被罗梅罗袭击，镇上为他所立的雕像也被破坏。临走时，他受安东尼奥要求去狩猎，结果被胡丽亚的男友罗克用枪打伤。回到欧洲后，5年来未曾动笔的丹尼尔写出了自传体的新书《杰出公民》。

## 角色
- 奥斯卡·马丁内兹 - 丹尼尔·曼托瓦尼
- Dady Brieva - 安东尼奥
- Andrea Frigerio - 伊蕾内
- Belén Chavanne - 胡丽亚